# Community Oriented Mutual Economy
Community Oriented Mutual Economy, COME – waluta lokalna uruchomiona przez chrześcijańskie centrum Saint James Settlement, oparta na systemie banków czasu.
Projekt COME drukuje własne banknoty - dolary czasu - przekazywane następnie wstępującym członkom. W momencie wstąpienia każdy otrzymuje równowartość jednej godziny, i drugi za sporządzenie listy usług jaki gotowi są spełniać (w zamian za dolary czasu) publikowanej w cyklicznym biuletynie.
W systemie występują "dni targowe", gdy dwa razy w miesiącu, członkowie spotykają się by wymieniać swoje usługi w zamian za dolary czasu. Są to zwykle proste usługi takie jk np. golenie czy strzyżenie. W czerwcu 2005 w programie uczestniczyło około 500 osób, w większości zamieszkujących rejon Wan Chai, gdzie mieści się siedziba centrum.
COME jest systemem podobnym do Ithaca Hours, ale skierowanym do mniej zamożnej części społeczeństwa. Miejscowe sklepy praktycznie nie uczestniczą w systemie, choć otrzymywane czasem donacje rzeczowe są sprzedawane w prowadzonym przez centrum sklepiku, za dolary czasu. Uczestnicy projektu mogą również handlować swoimi towarami zarówno za tę walutę i jak i normalne dolary hongkońskie. Zwykle koszt towaru pokrywany jest w tradycyjnej walucie podczas gdy zysk realizowany jest w walucie lokalnej.